# Корсель (Берн)
Корсель (нем. Corcelles BE) — коммуна в Швейцарии, в кантоне Берн.
Входит в состав округа Мутье. Население составляет 237 человек (на 31 декабря 2006 года). Официальный код — 0687.